# ماری اگنس چیس
مری اگنس چیس (۱۸۶۹–۱۹۶۳) یک گیاه‌شناس آمریکایی بود که در آگروستولوژی، مطالعه علف‌ها تخصص داشت. با وجود نداشتن تحصیلات رسمی در دوران دبستان، چیس توانست به عنوان گیاه‌شناس در وزارت کشاورزی ایالات متحده رتبه‌های بالاتری رابه دست آورد و به عنوان تصویرگر زیر نظر آلبرت اسپیر هیچکاک شروع کرد و در نهایت به یک گیاه‌شناس ارشد تبدیل شد و بر آگرستولوژی سیستماتیک USDA نظارت داشت و چندین کتاب منتشر کرد که بعداً برخی از کتاب‌های به اسپانیایی و پرتغالی ترجمه شد. علاوه بر این، چیس برای کار خود به عنوان یک متخصص کشاورزی با جوایز متعدد، از جمله گواهی شایستگی صادر شده توسط انجمن گیاه‌شناسی آمریکا در سال ۱۹۵۶ شناخته شد. اگرچه مشارکت چیس در این جنبش همیشه مورد استقبال همسالانش در جامعه علمی قرار نگرفت، با این وجود او به آرمان حق رای زنان متعهد ماند.

## زندگی و شغل اولیه
مری اگنس میرا در سال ۱۸۶۹ در شهرستان ایروکوئیس، ایلینویز به دنیا آمد اما چندین سال بعد به دنبال مرگ پدرش (یک کارگر راه‌آهن ایرلندی به نام مارتین جان میرا) به شیکاگو نقل مکان کرد، در این مرحله خانواده نام خانوادگی خود را به مریل تغییر دادند. مری اگنس سومین فرزند از شش فرزند بود و پس از نقل مکان به شیکاگو، توسط مادرش، مری برانیک میرا، و مادربزرگ مادری اش بزرگ شد. اگرچه چیس در کودکی به مدرسه رفت، تحصیلات رسمی او پس از اتمام دوره ابتدایی به پایان رسید. در ۲۱ ژانویه ۱۸۸۸ با ویلیام اینگراهام چیس ازدواج کرد. او نوه اسقف فیلاندر چیس بود، که سرپرست پسر برادرش، سالمون پی چیس، فرماندار سابق اوهایو، سناتور ایالات متحده، وزیر خزانه داری ایالات متحده و ششمین قاضی دیوان عالی آمریکا شد. شوهرش یک سال بعد از ازدواجشان فوت کرد.
او به‌عنوان تصحیح‌کننده برای روزنامه Inter-Ocean کار می‌کرد و در دوره‌های گیاه‌شناسی که توسط دانشگاه شیکاگو ارائه شده بود، می‌گذراند که توسط ای‌جی هیل برای انجام تصویرسازی برای نشریاتش استخدام شد. از طریق همکاری او با هیل، تصاویر چیس برای مخاطبان گسترده‌تری از جمله چارلز فردریک میلسپاگ، که او را برای تصویرسازی برای موزه تاریخ طبیعی فیلد در شیکاگو استخدام کرد، قابل مشاهده شد. در سال ۱۹۰۳، چیس به عنوان تصویرگر در بخش آگروستولوژی در وزارت کشاورزی ایالات متحده در واشینگتن دی سی شروع به کار کرد و دو سال اول خود را در بخش گیاهان علوفه ای در آنجا گذراند. در آغاز سال ۱۹۰۵، چیس زیر نظر آلبرت اسپیر هیچکاک کار می‌کرد که پس از مشاهده مهارت چیس به عنوان تصویرگر، او را به‌عنوان همکار خود به‌جای مربی‌اش در نظر گرفت.
در سال‌های ۱۹۱۰ و ۱۹۱۵ چیس و هیچکاک دو اثر را در مورد گونه‌های علف‌های آمریکای شمالی از جنس Panicum نوشتند و در سال 1917 Grasses of the West Indies را منتشر کردند که به‌شدت از کار میدانی چیس در پورتوریکو چهار سال قبل استفاده کرد. در سال ۱۹۱۱، هیچکاک در بررسی بیولوژیکی منطقه کانال پاناما شرکت کرد، سفری که توسط مؤسسه اسمیتسونیان حمایت می‌شد. پس از بازگشت هیچکاک از این اکسپدیشن، درخواست کرد که ۵۴ دلار باقیمانده از کمک مالی خود را به چیس برای کمک به تأمین مالی کار میدانی خود بدهد. این درخواست توسط یکی از مقامات اسمیتسونین رد شد و پاسخ داد: «من در انجام خدمات یک زن برای هدف [سفارت] تردید دارم.»

## چیس و جنبش حق رای زنان
در حالی که «قدرت چیس در نهادش در مواقعی توسط فعالیت‌های سیاسی خودش تضعیف می‌شد»، او معتقد بود که اگر تبعیض جنسیتی تأثیر منفی بر توانایی زنان برای دستیابی به موفقیت از لحاظ اجتماعی و حرفه‌ای داشته باشد، ضروری است. چیس مجبور شد آسیب احتمالی که حمایت او از حقوق زنان می‌تواند بر حرفه‌اش به‌عنوان یک متخصص کشاورزی محترم وارد کند را نادیده بگیرد تا بتواند به‌عنوان یک مدافع قانونی این آرمان موفق شود.
مری اگنس چیس به عنوان یک حق رای فعال، در یک سری تظاهرات به رهبری محافظان خاموش، اعضای حزب ملی زنان (NWP) که از رئیس‌جمهور ویلسون می‌خواستند به آنچه زنان در مورد رای می‌گفت گوش دهد، شرکت کرد. این «نگهبانان خاموش» سعی کردند به هر طریق ممکن به کاخ سفید نفوذ کنند. ۳۰۰ نماینده برای ملاقات با رئیس‌جمهور برای بحث در مورد نیاز به اصلاحیه حق رأی فدرال اعزام شدند. زنان در حالی که در جلسه مجلس نمایندگان حضور داشتند، بنری را با مضمون «به زنان رای می‌دهد» در گالری کاخ سفید باز کردند. در هر ورودی دروازه‌های کاخ سفید اعتصاب‌ها با تابلوها و بنرهایی با مضمون «برای حق رای زنان چه خواهید کرد؟» برگزار شد. و «آقای رئیس‌جمهور، زنان تا کی باید برای آزادی منتظر بمانند؟. مضمون هر روز به گونه‌ای بود که زنان از همه اقشار بتوانند در تظاهرات رای‌خواهان حضور داشته باشند. روزهای دولتی برای زنان به نمایندگی از ایالت‌های خود و روزهای حرفه ای برای زنان برای نمایندگی رشته‌های تحصیلی خود مانند حقوق، علوم و روزنامه‌نگاری وجود داشت. هدف «نگهبانان خاموش» ماندگاری نامحدود تا رسیدن به مصالحه بود، و در حالی که سایر سازمان‌های حق رای زنان مانند انجمن ملی حق رای زنان آمریکایی معتقد بودند که اقدامات آنها بیش از حد نظامی است، بسیاری از همدلان جنبش برای ادامه این جنبش کمک مالی کردند. تجمعات و تظاهرات، جمع‌آوری بیش از ۳۰۰۰ دلار در کل. خود چیس علناً متعهد شد که هر نشریه پرزیدنت ویلسون را که از کلماتی مانند «آزادی» و «آزادی» استفاده می‌کرد تا زمانی که به زنان حق رأی داده شود، بسوزاند. در پاسخ به این تظاهرات، بسیاری از زنان در NWP دستگیر و به خانه‌های کار فرستاده شدند، از جمله پل و چیس. هنگامی که علنی شد که این زنان پس از اعتصاب غذا در کارگاه‌ها تحت تغذیه اجباری قرار گرفته‌اند، حمایت بیشتری از آرمان‌های حق رای انجام شد و این همدلی مردم در نهایت پل، چیس و سایرین را که از خانه‌های کار دستگیر شده بودند آزاد کرد. تداوم نشان داده شده توسط NWP نقش مهمی در تأثیرگذاری بر تصویب اصلاحیه حق رأی در سال ۱۹۱۹ و اصلاحیه نوزدهم در سال ۱۹۲۰ ایفا.

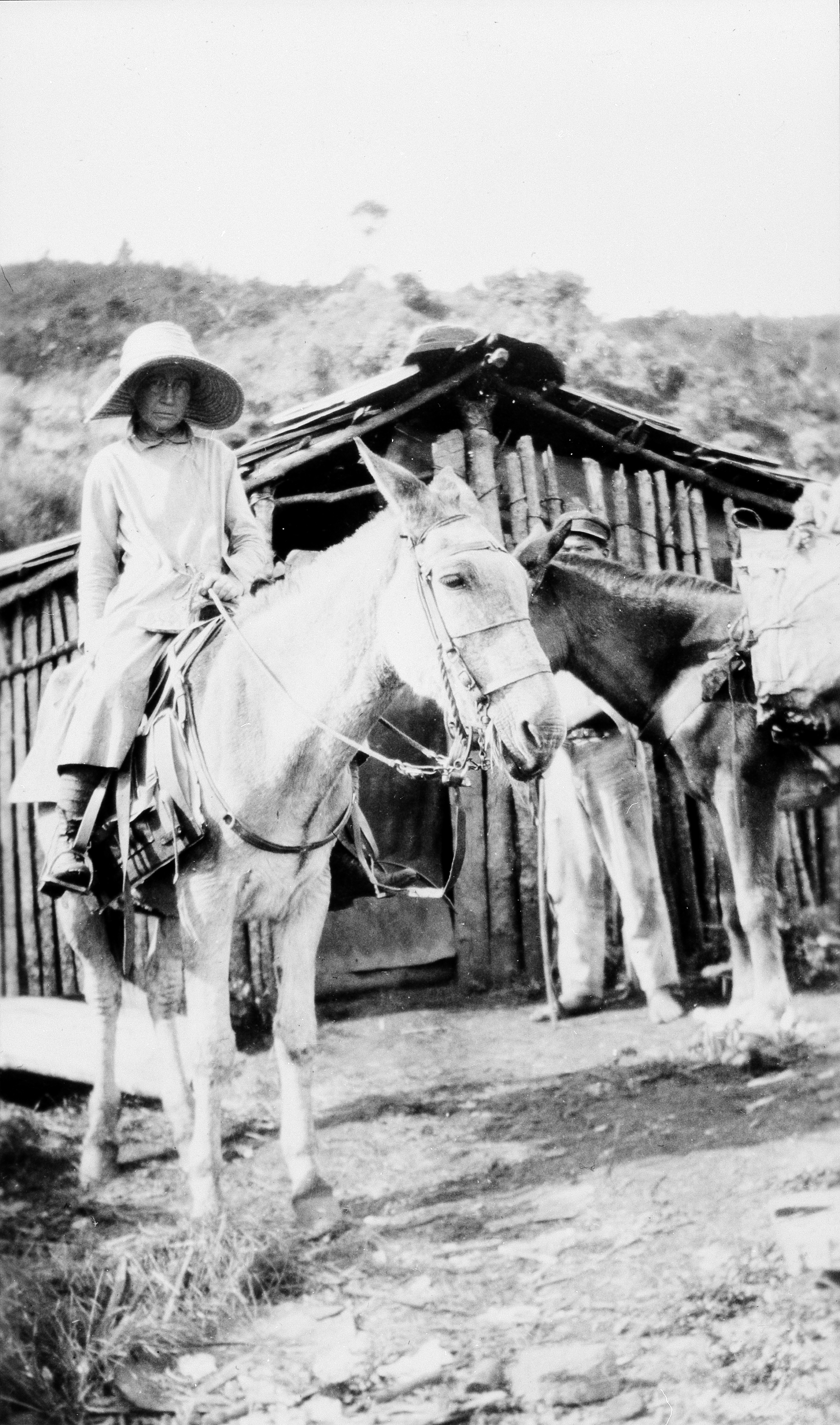
مری اگنس چیس در برزیل، ۱۹۲۹

## کار میدانی بین‌المللی و بعد از آن شغل
در سال ۱۹۲۲ چیس اولین کتاب خود را از علف‌ها منتشر کرد: ساختار علف‌ها برای مبتدیان توضیح داده شده است. همان‌طور که از عنوان آن پیداست، این کتاب برای گیاه شناسان حرفه ای نبود، بلکه برای «دانشجویان جدی اما آماتور» طراحی شده بود. در همان سالی که اولین کتاب او از علف‌ها منتشر شد، چیس تحقیقات گیاه‌شناسی را در خارج از کشور در گیاهان دارویی مختلف انجام داد و در سراسر اروپای غربی سفر کرد. او از هرباریوم هاکل در موزه تاریخ ملی وین بازدید کرد و با ادوارد هاکل برای جمع‌آوری نمونه‌های چمن آلپ همکاری کرد. در سال ۱۹۲۳ او دستیار گیاه‌شناس در وزارت کشاورزی ایالات متحده شد و دوباره در سال ۱۹۲۵ ارتقاء یافت و این بار به عنوان دستیار گیاه‌شناس درآمد.
در سال ۱۹۲۴ چیس کار میدانی را در برزیل انجام داد، سفری که توسط چندین سازمان از جمله وزارت کشاورزی ایالات متحده و موزه فیلد در شیکاگو (جایی که چیس در اوایل قرن بیستم در آنجا کار می‌کرد) تأمین مالی شد. از حدود ۲۰۰۰۰ گونه گیاهی که چیس در برزیل جمع‌آوری کرد، ۵۰۰ مورد از آنها علف بودند و هنگامی که چیس دوباره در سال ۱۹۲۹ به برزیل بازگشت، ده گونه جدید از علف‌ها را جمع‌آوری کرد. در برزیل چیس توانست با گیاه شناسان برزیلی مانند Doña María do Carmo Bandeira کار کند و شبکه گیاه شناسان زن را که می‌توانست به آنها تکیه کند گسترش دهد. چیس در انتظار سفرش به آمریکای لاتین با مبلغان زن آمریکایی مستقر در آنجا تماس گرفت که میزبان او بودند، بنابراین از کار میدانی بین‌المللی او به گونه‌ای حمایت کرد که موسسات علمی آمریکایی انجام نمی‌دادند. چیس اغلب کارهای میدانی خود را تأمین مالی می‌کرد، اگرچه نمونه‌هایی که او مستندسازی و جمع‌آوری کرد به مالکیت هرباریوم ملی تبدیل شد. سفرهای او به برزیل و هزاران نمونه بازیابی شده، لقب محبت آمیز "کاوشگر زن ارشد عمو سام در USDA" را برای او به ارمغان آورد.
در سال ۱۹۳۵ چیس و هیچکاک کتاب دیگری با عنوان کتابچه راهنمای علف‌های ایالات متحده منتشر کردند که به دلیل محبوبیت آن، تا سال ۱۹۳۸ هشت بار تجدید چاپ. در سال ۱۹۳۶ او به نقش گیاه‌شناس ارشد ارتقا یافت و مسئول کل بخش کشاورزی سیستماتیک USDA شد. سه سال بعد، چیس پس از ۳۶ سال کار از وزارت کشاورزی آمریکا بازنشسته شد. در سال ۱۹۴۰ از سوی دولت ونزوئلا برای انجام کارهای میدانی در آنجا دعوت شد. مانند دومین سفر خود به برزیل، چیس در ونزوئلا یازده گونه علف بومی را پیدا کرد که قبلاً ناشناخته بودند.
پس از بازنشستگی چیس از وزارت کشاورزی ایالات متحده در سال ۱۹۳۹، او نقش خود را به عنوان نگهبان علف‌ها در هرباریوم ملی ایالات متحده حفظ کرد (منصبی که تا زمان مرگش در سال ۱۹۶۳ حفظ کرد) و تصور می‌شد "برترین متخصص چمن در جهان" باشد. " در آغاز سال ۱۹۴۱ چیس به عنوان مربی و مربی برای جورج بلک، گیاه‌شناس آمریکایی که در برزیل کار می‌کرد، عمل کرد. بلک نمونه‌های گیاهی را برای چیس جمع‌آوری می‌کرد که «شناسایی‌ها، نمونه‌ها، نشریات و توصیه‌های گیاه» را ارسال می‌کرد. برای کمک به حمایت از زنان در تحقیقات علمی شان، چیس به آمریکای جنوبی، کانادا و فیلیپین سفر کرد و به عنوان یک مربی لیبرال و حامی عمل کرد، کسی که استقلال را [تشویق] کرد و به کنترل کمی بر دانش آموزانش [نیاز] داشت. خانه او برای زنان جوانی است که در حین تکمیل تحصیلات خود در ایالات متحده به مکانی برای اقامت نیاز دارند. یکی از این زنان زورایدا لوس بود که چیس در برزیل با او آشنا شد. لوسس به واشنگتن دی سی سفر کرد، در آنجا تحت آموزش چیس مطالعه کرد و بعداً اولین کتاب چیس از علف‌ها را به اسپانیایی ترجمه کرد. چیس جوایز و افتخارات متعددی را دریافت کرد، از جمله، در سال ۱۹۵۶، گواهی شایستگی که توسط انجمن گیاه‌شناسی آمریکا اعطا شد. در سال ۱۹۵۸، چیس تنها مدرک دانشگاهی خود را دریافت کرد، دکترای افتخاری علوم که توسط دانشگاه ایلینویز اعطا شد، و هشتمین عضو افتخاری موسسه اسمیتسونیان شد. در سال ۱۹۶۱، (دو سال قبل از مرگش) او عضو انجمن Linnean لندن شد.